# Furculitermes
Furculitermes es un género de termitas isópteras perteneciente a la familia Termitidae que tiene las siguientes especies:
1. Furculitermes brevilabius
2. Furculitermes brevimalatus
3. Furculitermes cubitalis
4. Furculitermes hendreckxi
5. Furculitermes longilabius
6. Furculitermes parviceps
7. Furculitermes soyeri
8. Furculitermes winifredae